# Yüreğil, Dazkırı
Yüreğil là một thị trấn thuộc huyện Dazkırı, tỉnh Afyonkarahisar, Thổ Nhĩ Kỳ. Dân số thời điểm năm 2011 là 1.67 người.